# Первомост
«Первомост» (укр. Первоміст) — исторический роман украинского писателя Павла Загребельного, впервые опубликованный в 1972 году. Был удостоен Государственной премии Украины имени Тараса Шевченко.

## Сюжет
Действие романа происходит на Руси XIII века. Его герои, живущие в слободе у моста через Днепр недалеко от Киева, оказываются перед лицом монгольского нашествия.

## Оценки
«Первомост» был опубликован в 1972 году и стал частью условного цикла романов, посвящённого Киевской Руси. Он был удостоен Государственной премии Украины имени Тараса Шевченко. Советские литературоведы отмечали, что главная тема романа — «неувядаемая в веках героика ратного подвига».